# Bistum Manokwari-Sorong
Das Bistum Manokwari-Sorong (lat.: Dioecesis Manokvariensis Sorongensis) ist eine in Indonesien gelegene römisch-katholische Diözese mit Sitz in Sorong.

## Geschichte
Papst Johannes XXIII. gründete mit der Apostolischen Konstitution Cum in iis am 19. Dezember 1959 die Apostolische Präfektur Manokwari aus Gebietsabtretungen des Apostolischen Vikariats Hollandia.
Mit der Apostolischen Konstitution Pro suscepto wurde sie am 15. November 1966 zum Bistum erhoben. Am 14. Mai 1974 nahm das Bistum seinen heutigen Namen an.

## Ordinarien

### Apostolische Präfekt von Manokwari
- Petrus Malachias van Diepen OESA (12. Februar 1960 – 15. November 1966)

### Bischof von Manokwari
- Petrus Malachias van Diepen OESA (15. November 1966–14. Mai 1974)

### Bischöfe von Manokwari-Sorong
- Petrus Malachias van Diepen OESA (14. Mai 1974–5. Mai 1988)
- Francis Xavier Sudartanta Hadisumarta OCarm (5. Mai 1988–30. Juni 2003)
- Datus Hilarion Lega (seit 30. Juni 2003)